# Ken Iwao
Ken Iwao (岩尾 憲 Iwao Ken?, Tatebayashi, Gunma, 18 de abril de 1988) es un futbolista japonés que juega como centrocampista en el Tokushima Vortis de la J2 League.

## Trayectoria

### Clubes
| Club                        | País  | Año       |
| --------------------------- | ----- | --------- |
| Shonan Bellmare             | Japón | 2011-2015 |
| Mito HollyHock (cedido)     | Japón | 2015      |
| Tokushima Vortis            | Japón | 2016-2022 |
| Urawa Red Diamonds (cedido) | Japón | 2022      |
| Urawa Red Diamonds          | Japón | 2023-2024 |
| Tokushima Vortis            | Japón | 2024-     |

## Palmarés

### Títulos nacionales
| Título             | Club               | País  | Año  |
| ------------------ | ------------------ | ----- | ---- |
| Supercopa de Japón | Urawa Red Diamonds | Japón | 2022 |

### Títulos internacionales
| Título                      | Club               | País  | Año  |
| --------------------------- | ------------------ | ----- | ---- |
| Liga de Campeones de la AFC | Urawa Red Diamonds | Japón | 2022 |